# Rollstuhlbasketball-Europameisterschaft 2007
Die Rollstuhlbasketball-Europameisterschaft 2007 wurde vom 23. August bis zum 2. September 2007 in Wetzlar ausgetragen. Die Spiele fanden in der 5000 Zuschauer fassenden Rittal Arena, Heimspielstätte des Handball-Bundesligisten HSG Wetzlar, und der 1800 Zuschauer fassenden August-Bebel-Sporthalle, Heimspielstätte des Rollstuhlbasketball-Bundesligisten RSV Lahn-Dill, statt.

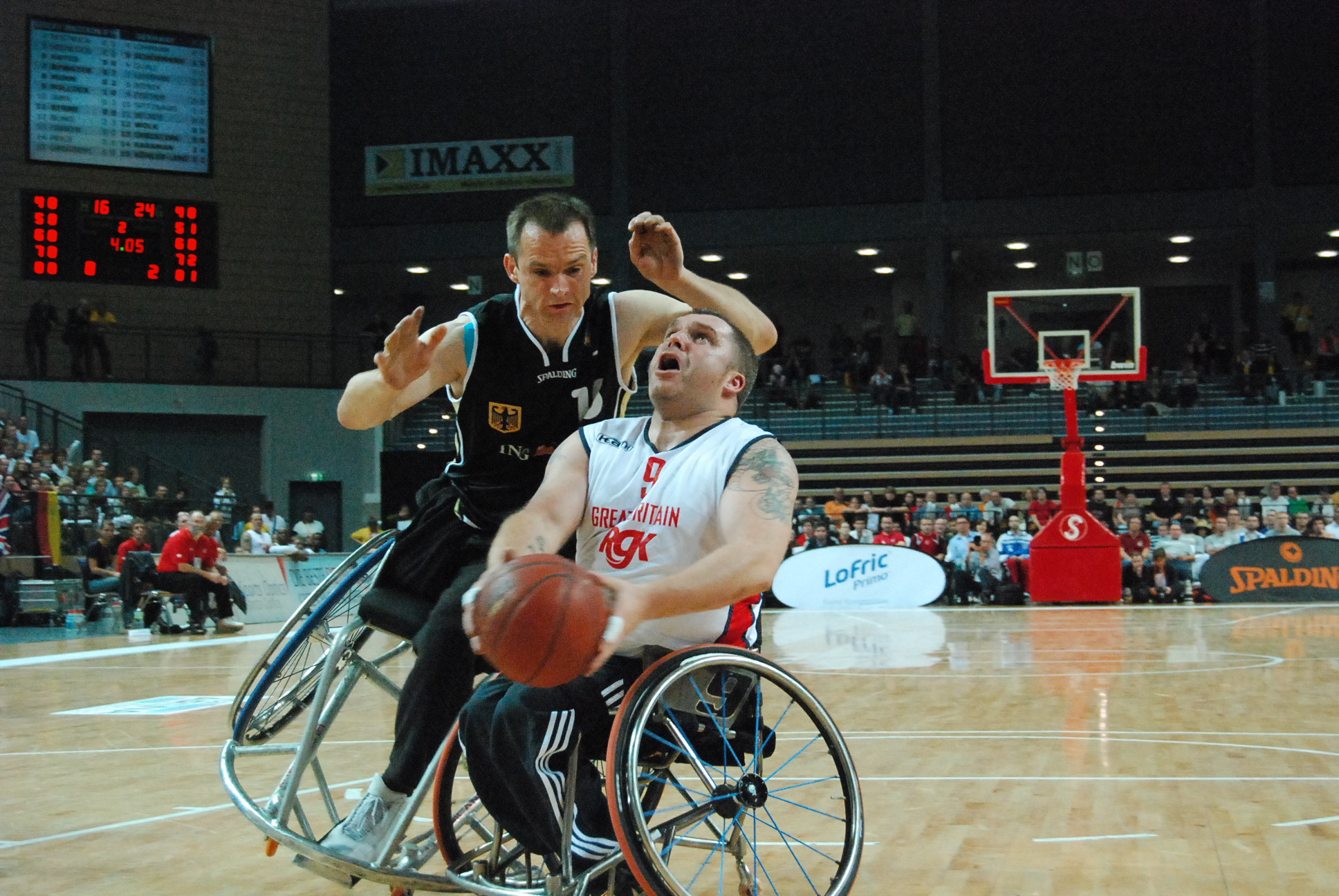
Halbfinale: Großbritannien gegen Deutschland. Dirk Köhler-Lenz (D) versucht Jon Pollock (GB) am Korbwurf zu hindern.

## Herren
Die zwölf teilnehmenden Herrenteams wurden in zwei Gruppen zu sechs Mannschaften eingeteilt. Nach den fünfzehn Gruppenspielen vom 25. bis zum 30. August wurden in Überkreuzspielen am 31. August die Plätze fünf bis acht, neun bis zwölf und die Halbfinals gespielt. Die Final- und Platzierungsspiele fanden am 1. September statt.

### Vorrunde

#### Gruppe A
1. Israel
2. Deutschland
3. Italien
4. Türkei
5. Niederlande
6. Polen

| Datum      | Uhrzeit | Halle                   | Team 1      | Team 2      | 1. Q. | 2. Q. | 3. Q. | 4. Q. | Verl. | Ergebnis |
| ---------- | ------- | ----------------------- | ----------- | ----------- | ----- | ----- | ----- | ----- | ----- | -------- |
| 25.08.2007 | 16:00h  | Rittal Arena            | Deutschland | Israel      | 13:9  | 16:20 | 4:17  | 18:14 | –     | 51:60    |
| 26.08.2007 | 13:15h  | Rittal Arena            | Italien     | Polen       | 15:8  | 23:13 | 20:16 | 24:18 | –     | 82:55    |
| 26.08.2007 | 15:30h  | Rittal Arena            | Türkei      | Niederlande | 14:9  | 19:5  | 18:13 | 18:9  | –     | 69:36    |
| 27.08.2007 | 12:00h  | August-Bebel-Sporthalle | Deutschland | Türkei      | 29:11 | 15:8  | 13:10 | 22:14 | –     | 79:43    |
| 27.08.2007 | 17:45h  | Rittal Arena            | Niederlande | Italien     | 12:24 | 14:21 | 7:24  | 21:16 | –     | 54:85    |
| 27.08.2007 | 20:00h  | Rittal Arena            | Polen       | Israel      | 25:20 | 19:16 | 9:28  | 7:17  | –     | 60:81    |
| 28.08.2007 | 16:45h  | August-Bebel-Sporthalle | Israel      | Niederlande | 15:12 | 19:16 | 20:10 | 19:15 | –     | 73:52    |
| 28.08.2007 | 17:45h  | Rittal Arena            | Polen       | Deutschland | 12:21 | 15:18 | 14:14 | 17:16 | –     | 58:69    |
| 28.08.2007 | 19:00h  | August-Bebel-Sporthalle | Italien     | Türkei      | 13:10 | 18:21 | 22:10 | 22:13 | –     | 75:54    |
| 29.08.2007 | 12:00h  | August-Bebel-Sporthalle | Niederlande | Polen       | 18:16 | 8:13  | 10:11 | 22:11 | –     | 58:51    |
| 29.08.2007 | 14:15h  | August-Bebel-Sporthalle | Türkei      | Israel      | 18:14 | 15:27 | 19:21 | 21:19 | –     | 73:81    |
| 29.08.2007 | 20:00h  | Rittal Arena            | Deutschland | Italien     | 16:14 | 18:6  | 18:10 | 14:11 | –     | 66:41    |
| 30.08.2007 | 11:00h  | Rittal Arena            | Polen       | Türkei      | 8:13  | 20:25 | 11:20 | 15:18 | –     | 54:76    |
| 30.08.2007 | 16:45h  | August-Bebel-Sporthalle | Israel      | Italien     | 17:11 | 17:10 | 11:13 | 69:48 | –     | 69:48    |
| 30.08.2007 | 20:00h  | Rittal Arena            | Niederlande | Deutschland | 13:14 | 15:19 | 27:19 | 2:12  | –     | 57:64    |

#### Gruppe B
1. Vereinigtes Königreich
2. Schweden
3. Spanien
4. Frankreich
5. Tschechien
6. Bosnien und Herzegowina

| Datum      | Uhrzeit | Halle                   | Team 1                  | Team 2                  | 1. Q. | 2. Q. | 3. Q. | 4. Q. | Verl. | Ergebnis |
| ---------- | ------- | ----------------------- | ----------------------- | ----------------------- | ----- | ----- | ----- | ----- | ----- | -------- |
| 26.08.2007 | 17:45h  | Rittal Arena            | Bosnien und Herzegowina | Schweden                | 11:18 | 21:23 | 49:53 | 14:17 | –     | 63:70    |
| 26.08.2007 | 18:30h  | August-Bebel-Sporthalle | Vereinigtes Königreich  | Tschechien              | 20:3  | 11:8  | 22:13 | 20:12 | –     | 73:36    |
| 26.08.2007 | 20:00h  | Rittal Arena            | Frankreich              | Spanien                 | 15:19 | 10:15 | 14:14 | 7:19  | –     | 46:67    |
| 27.08.2007 | 13:15h  | Rittal Arena            | Vereinigtes Königreich  | Bosnien und Herzegowina | 14:13 | 14:10 | 14:13 | 23:12 | –     | 65:48    |
| 27.08.2007 | 14:15h  | August-Bebel-Sporthalle | Schweden                | Frankreich              | 9:10  | 12:16 | 19:14 | 21:13 | –     | 61:53    |
| 27.08.2007 | 16:45h  | August-Bebel-Sporthalle | Spanien                 | Tschechien              | 15:22 | 18:13 | 20:14 | 26:21 | –     | 79:70    |
| 28.08.2007 | 11:00h  | Rittal Arena            | Spanien                 | Vereinigtes Königreich  | 19:20 | 15:12 | 15:22 | 10:23 | –     | 59:77    |
| 28.08.2007 | 12:00h  | August-Bebel-Sporthalle | Frankreich              | Bosnien und Herzegowina | 10:9  | 12:8  | 17:14 | 21:10 | –     | 60:41    |
| 28.08.2007 | 13:15h  | Rittal Arena            | Tschechien              | Schweden                | 17:17 | 12:20 | 9:22  | 17:20 | –     | 55:79    |
| 29.08.2007 | 11:00h  | Rittal Arena            | Bosnien und Herzegowina | Tschechien              | 16:18 | 13:16 | 15:12 | 12:17 | –     | 56:63    |
| 29.08.2007 | 13:15h  | Rittal Arena            | Schweden                | Spanien                 | 12:17 | 12:14 | 20:15 | 14:19 | –     | 58:65    |
| 29.08.2007 | 15:30h  | Rittal Arena            | Vereinigtes Königreich  | Frankreich              | 18:18 | 12:13 | 20:8  | 20:22 | –     | 70:61    |
| 30.08.2007 | 14:15h  | August-Bebel-Sporthalle | Spanien                 | Bosnien und Herzegowina | 21:10 | 18:13 | 18:8  | 19:17 | –     | 76:48    |
| 30.08.2007 | 17:45h  | Rittal Arena            | Tschechien              | Frankreich              | 12:17 | 9:19  | 19:17 | 7:10  | –     | 47:63    |
| 30.08.2007 | 19:00h  | August-Bebel-Sporthalle | Schweden                | Vereinigtes Königreich  | 14:18 | 12:9  | 14:12 | 22:19 | –     | 62:58    |

### Überkreuzspiele
| Datum      | Uhrzeit | Halle                   | Team 1                 | Team 2                  | 1. Q. | 2. Q. | 3. Q. | 4. Q. | Verl. | Ergebnis |
| ---------- | ------- | ----------------------- | ---------------------- | ----------------------- | ----- | ----- | ----- | ----- | ----- | -------- |
| 31.08.2007 | 12:15h  | August-Bebel-Sporthalle | Tschechien             | Polen                   | 15:15 | 19:22 | 9:18  | 21:30 | –     | 64:85    |
| 31.08.2007 | 13:15h  | Rittal Arena            | Niederlande            | Bosnien und Herzegowina | 16:19 | 9:10  | 19:12 | 24:16 | –     | 68:57    |
| 31.08.2007 | 14:30h  | August-Bebel-Sporthalle | Spanien                | Türkei                  | 19:18 | 11:12 | 20:13 | 6:12  | –     | 56:55    |
| 31.08.2007 | 15:30h  | Rittal Arena            | Italien                | Frankreich              | 9:15  | 15:15 | 6:14  | 16:15 | –     | 46:59    |
| 31.08.2007 | 17:45h  | Rittal Arena            | Israel                 | Schweden                | 10:17 | 18:25 | 17:16 | 14:15 | –     | 59:73    |
| 31.08.2007 | 20:00h  | Rittal Arena            | Vereinigtes Königreich | Deutschland             | 10:16 | 17:8  | 20:17 | 14:11 | –     | 61:52    |

### Platzierungsspiele
| Datum      | Uhrzeit | Halle                   | Team 1                  | Team 2      | 1. Q. | 2. Q. | 3. Q. | 4. Q. | Verl. | Ergebnis |
| ---------- | ------- | ----------------------- | ----------------------- | ----------- | ----- | ----- | ----- | ----- | ----- | -------- |
| 1.09.2007  | 09:00h  | August-Bebel-Sporthalle | Bosnien und Herzegowina | Tschechien  | 16:5  | 21:14 | 15:14 | 17:27 | –     | 69:60    |
| 01.09.2007 | 11:15h  | August-Bebel-Sporthalle | Polen                   | Niederlande | 15:13 | 15:17 | 12:19 | 26:19 | 12:11 | 80:79    |
| 01.09.2007 | 13:30h  | August-Bebel-Sporthalle | Türkei                  | Italien     | 14:16 | 10:18 | 18:17 | 19:18 | –     | 61:69    |
| 01.09.2007 | 13:45h  | Rittal Arena            | Deutschland             | Israel      | 14:16 | 9:15  | 24:14 | 22:11 | –     | 69:56    |
| 01.09.2007 | 15:45h  | Rittal Arena            | Frankreich              | Spanien     | 17:17 | 20:18 | 26:26 | 23:15 | –     | 86:76    |
| 31.08.2007 | 18:30h  | Rittal Arena            | Vereinigtes Königreich  | Schweden    | 19:19 | 13:17 | 15:21 | 19:19 | –     | 66:76    |

### Endstände

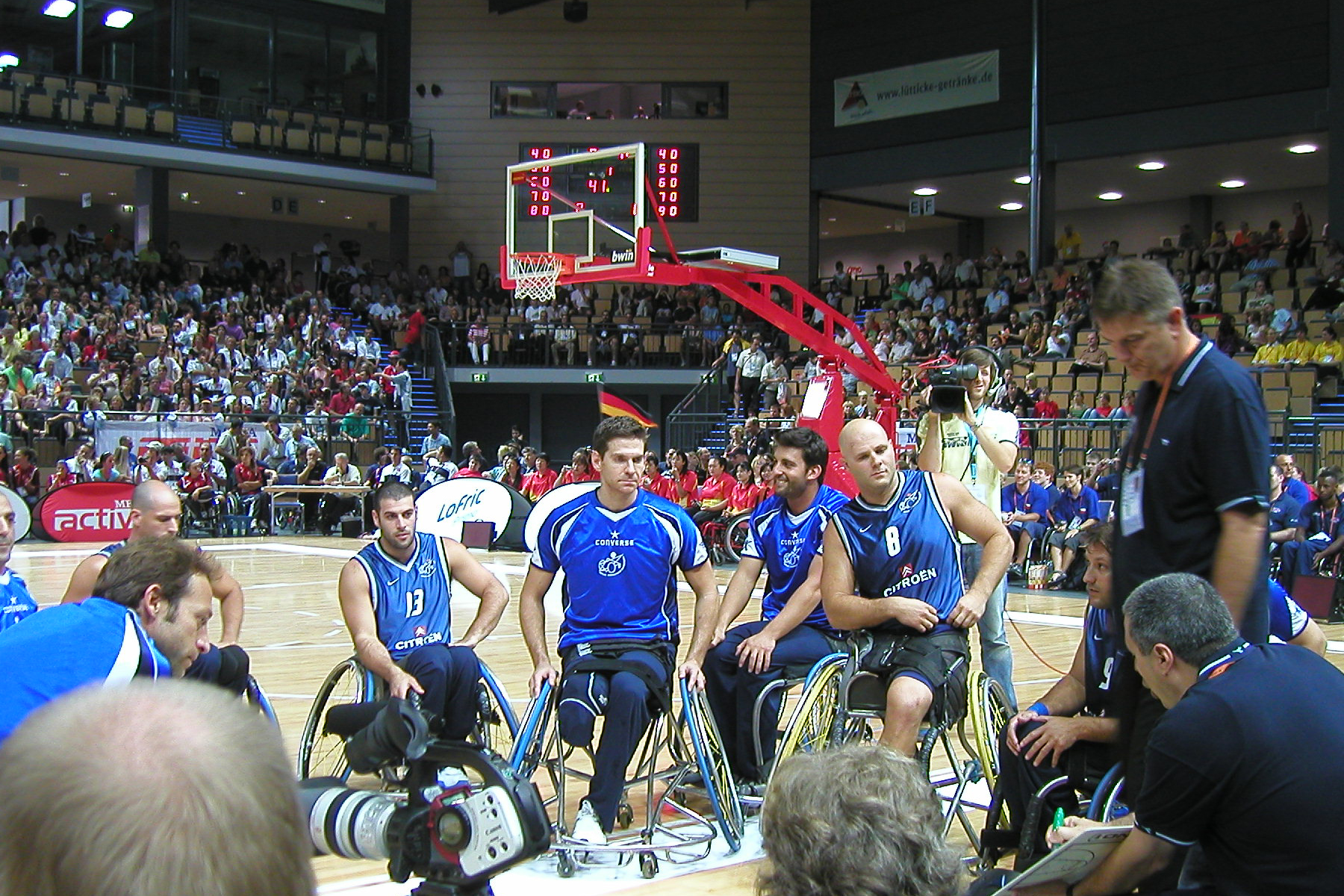
Die israelische Nationalmannschaft während eines Timeouts beim Eröffnungsspiel der Rollstuhlbasketball-Europameisterschaft

1. Schweden
2. Vereinigtes Königreich
3. Deutschland
4. Israel
5. Frankreich
6. Spanien
7. Italien
8. Türkei
9. Polen
10. Niederlande
11. Bosnien und Herzegowina
12. Tschechien

### Auszeichnungen

#### Topscorer
| Spieler       | Nationalität            | Punkte |
| ------------- | ----------------------- | ------ |
| M. Filipski   | Polen                   | 161    |
| I. Sejmanovic | Bosnien und Herzegowina | 134    |
| S. Munn       | Vereinigtes Königreich  | 133    |
| P. Kohlström  | Schweden                | 124    |
| T. Bywater    | Vereinigtes Königreich  | 123    |

#### All-Star-Five
Jens Schürmann ( Deutschland, 1.0), Lars Christink ( Deutschland, 2.0), Lars-Peter Kohlström ( Schweden, 2.5), Hussein Haidari ( Schweden, 3.0), Simon Munn ( Vereinigtes Königreich, 4.0).

## Damen
Die sechs Damenmannschaften spielten zunächst jeder gegen jeden, anschließend wurden Spiele um die Plätze fünf, drei und eins ausgetragen.

### Vorrunde
1. Deutschland
2. Niederlande
3. Frankreich
4. Vereinigtes Königreich
5. Spanien
6. Türkei

| Datum      | Uhrzeit | Halle                   | Team 1                 | Team 2                 | 1. Q. | 2. Q. | 3. Q. | 4. Q. | Verl. | Ergebnis |
| ---------- | ------- | ----------------------- | ---------------------- | ---------------------- | ----- | ----- | ----- | ----- | ----- | -------- |
| 25.08.2007 | 18:15h  | Rittal Arena            | Deutschland            | Vereinigtes Königreich | 16:2  | 14:10 | 17:10 | 21:12 | –     | 68:34    |
| 26.08.2007 | 13:30h  | August-Bebel-Sporthalle | Frankreich             | Niederlande            | 15:14 | 22:11 | 11:9  | 10:14 | –     | 58:48    |
| 26.08.2007 | 16:00h  | August-Bebel-Sporthalle | Spanien                | Türkei                 | 3:15  | 11:6  | 13:10 | 11:7  | 7:0   | 45:38    |
| 27.08.2007 | 11:00h  | Rittal Arena            | Frankreich             | Vereinigtes Königreich | 10:6  | 9:12  | 5:14  | 8:10  | –     | 32:42    |
| 27.08.2007 | 15:30h  | Rittal Arena            | Niederlande            | Spanien                | 18:9  | 19:5  | 27:10 | 18:12 | –     | 82:36    |
| 27.08.2007 | 19:00h  | August-Bebel-Sporthalle | Türkei                 | Deutschland            | 4:22  | 1:18  | 12:28 | 10:16 | –     | 27:84    |
| 28.08.2007 | 14:15h  | August-Bebel-Sporthalle | Vereinigtes Königreich | Niederlande            | 11:16 | 11:10 | 8:12  | 4:17  | –     | 34:55    |
| 28.08.2007 | 15:30h  | Rittal Arena            | Frankreich             | Türkei                 | 10:3  | 18:14 | 10:8  | 17:2  | –     | 55:27    |
| 28.08.2007 | 20:00h  | Rittal Arena            | Deutschland            | Spanien                | 23:4  | 16:10 | 20:4  | 20:11 | –     | 79:29    |
| 29.08.2007 | 16:45h  | August-Bebel-Sporthalle | Türkei                 | Niederlande            | 2:16  | 11:20 | 10:26 | 10:31 | –     | 33:93    |
| 29.08.2007 | 17:45h  | Rittal Arena            | Deutschland            | Frankreich             | 25:6  | 8:5   | 14:13 | 15:6  | –     | 62:30    |
| 29.08.2007 | 19:00h  | August-Bebel-Sporthalle | Spanien                | Vereinigtes Königreich | 10:18 | 9:5   | 8:9   | 11:9  | –     | 38:41    |
| 30.08.2007 | 12:00h  | August-Bebel-Sporthalle | Spanien                | Frankreich             | 10:5  | 8:2   | 12:15 | 8:7   | –     | 38:29    |
| 30.08.2007 | 13:15h  | Rittal Arena            | Vereinigtes Königreich | Türkei                 | 20:2  | 18:8  | 12:10 | 6:4   | –     | 56:24    |
| 30.08.2007 | 15:30h  | Rittal Arena            | Niederlande            | Deutschland            | 13:11 | 10:18 | 8:16  | 11:17 | –     | 42:62    |

### Platzierungsspiele
| Datum      | Uhrzeit | Halle                   | Team 1                 | Team 2      | 1. Q. | 2. Q. | 3. Q. | 4. Q. | Verl. | Ergebnis |
| ---------- | ------- | ----------------------- | ---------------------- | ----------- | ----- | ----- | ----- | ----- | ----- | -------- |
| 31.08.2007 | 16:45h  | August-Bebel-Sporthalle | Frankreich             | Türkei      | 13:8  | 13:8  | 17:15 | 22:7  | –     | 65:38    |
| 01.09.2007 | 11:30h  | Rittal Arena            | Vereinigtes Königreich | Spanien     | 16:6  | 17:8  | 15:2  | 8:13  | –     | 56:29    |
| 01.09.2007 | 16:00h  | Rittal Arena            | Deutschland            | Niederlande | 11:8  | 18:8  | 13:5  | 19:14 | –     | 61:35    |

### Endstände
1. Deutschland
2. Niederlande
3. Vereinigtes Königreich
4. Spanien
5. Frankreich
6. Türkei

### Auszeichnungen

#### Topscorer
| Spielerin         | Nationalität | Punkte |
| ----------------- | ------------ | ------ |
| Marina Mohnen     | Deutschland  | 109    |
| C. Versloot       | Niederlande  | 100    |
| J. v.Veggel       | Niederlande  | 92     |
| Maren Butterbrodt | Deutschland  | 74     |
| V. Alonso         | Spanien      | 73     |

#### All-Star-Five
Annika Zeyen ( Deutschland, 1.5), Clare Strange ( Vereinigtes Königreich, 1.5), Sonia Ruiz ( Spanien, 2.5), Carina Versloot ( Niederlande, 3.0), Maren Butterbrodt ( Deutschland, 4.5).